# Life of Agony

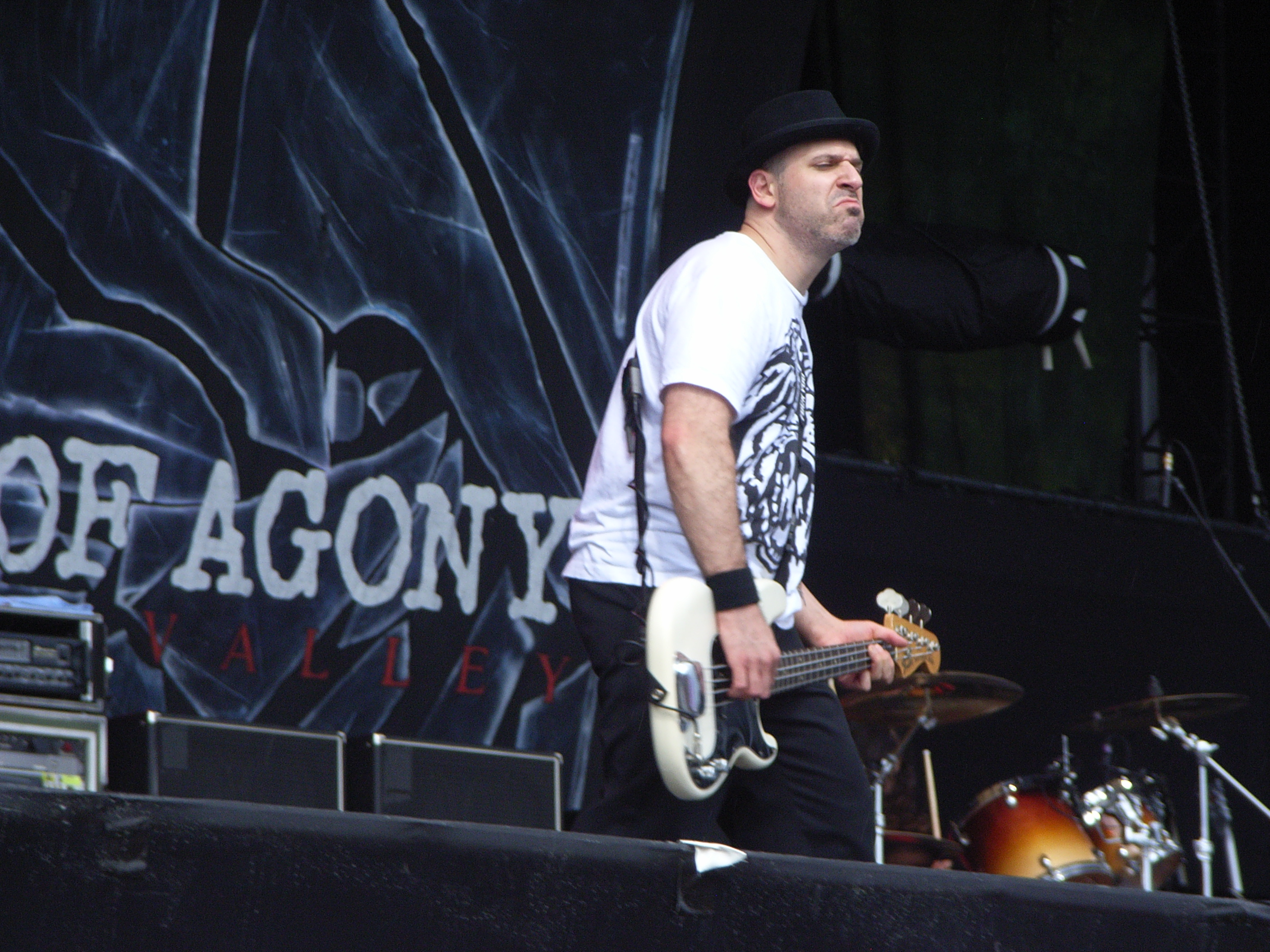
Bassist Alan Robert met LOA op Graspop 2007.

Life of Agony is een hardrockband uit Brooklyn (New York). De band is opgericht in 1989. Muziek uit de begintijd van de band kan worden omschreven als een mix van hardcore punk en metal. Nieuwere muziek van de band is meer rock-georiënteerd.

## Bezetting
Huidig:
- Keith/Mina Caputo(zang)
- Alan Robert (basgitaar)
- Joey Z. (gitaar)
- Veronica Bellino (drums)

Oud-leden:
- Dan Richardson
- Whitfield Crane (zang)
- Sal Abruscato
- Eric Chan (drums)
- Mike Palmeri (drums)

## Historie
Het eerste album was "River Runs Red", dat bekend werd in de metalscene, mede door toedoen van stadsgenoten Biohazard. Hierop volgde "Ugly" dat een klein succesje werd in Nederland, nog geen top-40-hit echter. Vlak voor de opnames van een nieuw album verliet drummer Sal Abruscato de groep. Hij werd vervangen door Dan Richardson. Het nieuwe album dat met de nieuwe drummer werd opgenomen, kreeg de titel "Soul Searching Sun". 
Vele fans hadden het gevoel dat het niet meer als Life of Agony klonk. Hierop verliet Keith de band in 1997. Whitfield Crane (Ugly Kid Joe) volgde hem op als zanger. 
In 1999 ging de band definitief uit elkaar. Er kwam nog wel een extra album uit met oudere nummers. Dit album heette "1989-1999". Alle albums van Life of Agony werden uitgegeven bij metal-platenlabel Roadrunner. Na het uiteenvallen van de groep, gingen alle leden hun eigen richting. Keith begon een solocarrière, terwijl de andere leden nieuwe groepen startten (Sal: Supermassiv; Joey: Stereomud en Alan: Among Thieves).
In 2003 kwamen er twee reünieconcerten met alle oorspronkelijke leden. Een registratie van deze concerten werd uitgebracht op dvd en cd, zonder de hulp van een groot platenlabel, onder de titel "River Runs Again". De band had weer de energie van vroeger ontdekt en besloot om samen te toeren en ook aan een nieuwe plaat te beginnen. Tijdens hun reünietournee trad de groep ook op in Nederland en België. Roadrunner wilde profiteren van het succes van de reünie en besloot een "Greatest hits" album uit te brengen. 
In 2005 is hun nieuwste album "Broken Valley" verschenen.
In 2007 startte Alan als eerbetoon aan een vriend de band Spoiler NYC op, old skool punk, ook Sal Abruscato start een nieuw project op, MY Mortality, en Joey trekt de wereld rond met Carnivore. Keith ten slotte blijft zijn soloproject vervolgen.

## Muziek
Life Of Agony heeft haar roots in de New Yorkse hardcore-scene. De band is begonnen met een stijl van hardcore, thrash, en heavy metal. De teksten, de krachtige melodieën en de intense liveoptredens hebben er samen voor gezorgd dat de groep de gevoelige snaar raakte bij vele verschillende mensen over de hele wereld. De band heeft in loop der jaren zich steeds meer van het hardere werk gescheiden. Tegenwoordig maakt Life of Agony niets harder meer dan rock, hoewel de wat oudere nummers nog steeds live worden uitgevoerd.

## Discografie
- River Runs Red (Roadrunner, 1993)
- Ugly (Roadrunner, 1995)
- Soul Searching Sun (Roadrunner, 1997)
- 1989-1999 (Roadrunner, 1999)
- Unplugged at the Lowlands Festival '97 (Roadrunner, 2000)
- The Best of Life of Agony (Roadrunner, 2003)
- River Runs Again (cd & dvd, SPV, 2003)
- Broken Valley (Epic, 2005)
- 20 Years Strong - River Runs Red, Live In Brussels (I Scream Records, 2010)
- A Place Where There's No More Pain (Napalm Records, 2017)
- The Sound Of Scars (Napalm Records, 2019)